# Heelal

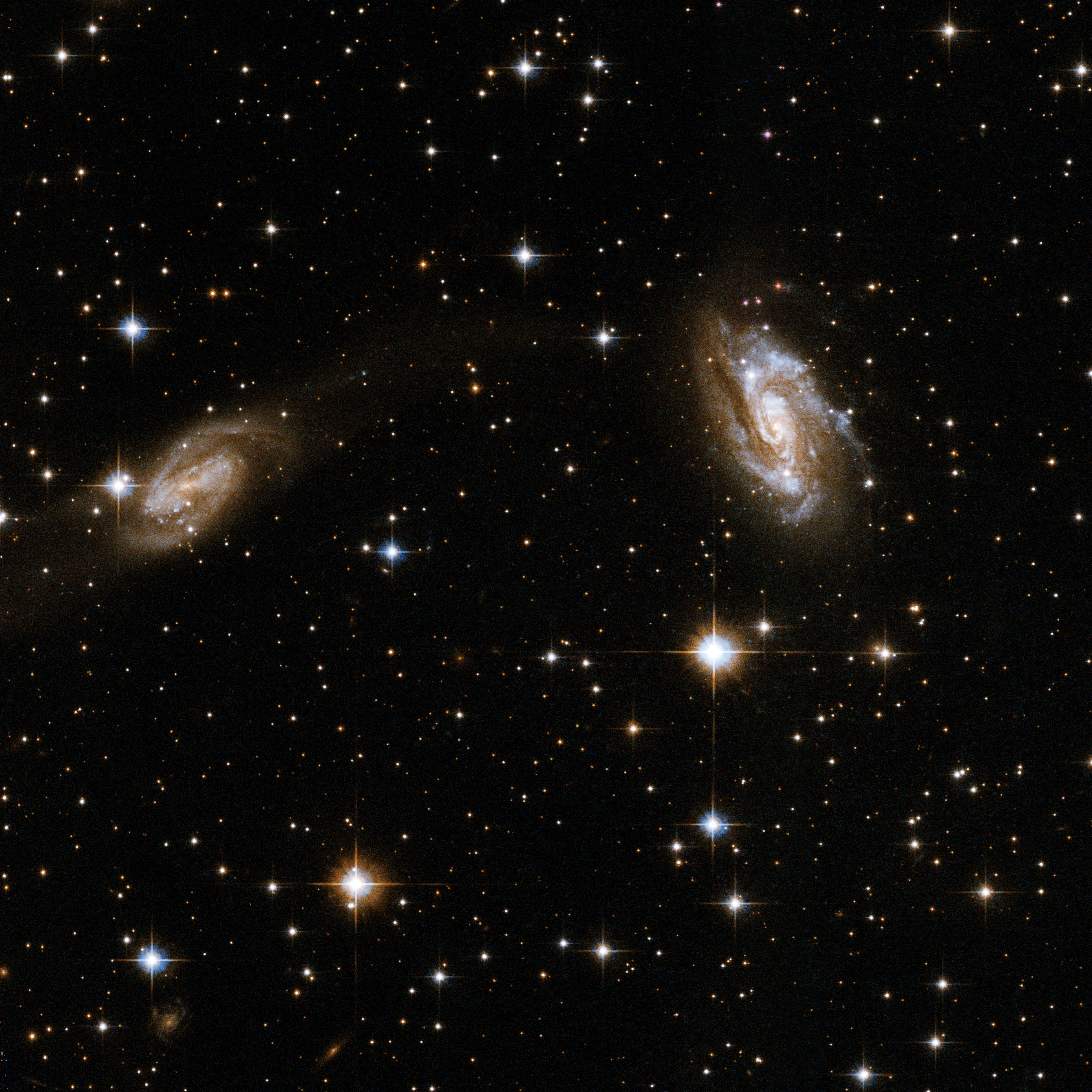
Een deel van het heelal

Het heelal of universum in de astronomie, ofwel de kosmos in de kosmologie, zijn synoniemen voor alle materie en energie binnen het gehele ruimtetijd-continuüm.

## Definitie
De sterrenkunde maakt onderscheid tussen het zichtbare en het theoretische heelal:
- Het zichtbare heelal omvat dat deel van het heelal van waaruit, sinds het "begin der tijden", licht de aarde kon bereiken, en dat daardoor voor de mens waarneembaar is. Met de gegeven snelheid van het licht is het deel van het heelal dat, gemeten vanaf het "begin der tijden", voor de mens waarneembaar is, eindig.
- De term "theoretisch heelal" verwijst naar verschillende kosmologische modellen, die in theorie mogelijke, alomvattende structuren beschrijven, waarin het zichtbare heelal mogelijk is 'ingebed'. Deze modellen worden onderzocht in de verschillende snaartheorieën en in de theorie over een mogelijk multiversum.

## De oerknal
De huidige wetenschap gaat ervan uit dat het heelal is gevormd zoals beschreven in de oerknaltheorie, die stelt dat het heelal circa 13,75 miljard (± 1%) jaar geleden is ontstaan.
De Belgische astronoom Georges Lemaître introduceerde in 1927 de theorie dat het universum uitdijt, wat verklaarde dat ver verwijderde sterrenstelsels een roodverschuiving vertonen. De Amerikaanse astronoom Edwin Hubble ontdekte, twee jaar later, experimenteel bewijs voor Lemaîtres theorie. Hubble bewees dat alle sterrenstelsels zich van de aarde verwijderen, met een snelheid proportioneel tot hun afstand ten opzichte van de aarde, een natuurkundige wetmatigheid die nu de Wet van Hubble-Lemaître wordt genoemd. Dit gegeven impliceert een oerbegin vanuit een bepaald punt, en in 1931 kwam Lemaître met de hypothese dat het heelal vanuit de explosie van een "oeratoom" moest zijn ontstaan. Laatdunkend werd deze theorie vervolgens door de Britse astronoom Fred Hoyle "bigbangtheorie" genoemd, een nog veelgebruikte term met (tegenwoordig) een neutrale connotatie. Het belangrijkste bewijs voor de theorie kwam in 1964 van Arno Allan Penzias en Robert Woodrow Wilson, die hiervoor de Nobelprijs voor de Natuurkunde kregen. Zij ontdekten bij toeval, ze waren er niet naar op zoek, de kosmische achtergrondstraling, die werd voorspeld door de oerknaltheorie.
Van de verst verwijderde sterrenstelsels is de golflengte van het licht dat de aarde bereikt met meer dan een factor 6 toegenomen. Dit wijst erop dat het heelal met deze factor is uitgedijd sinds het licht, na de oerknal, van deze sterrenstelsels vertrok.

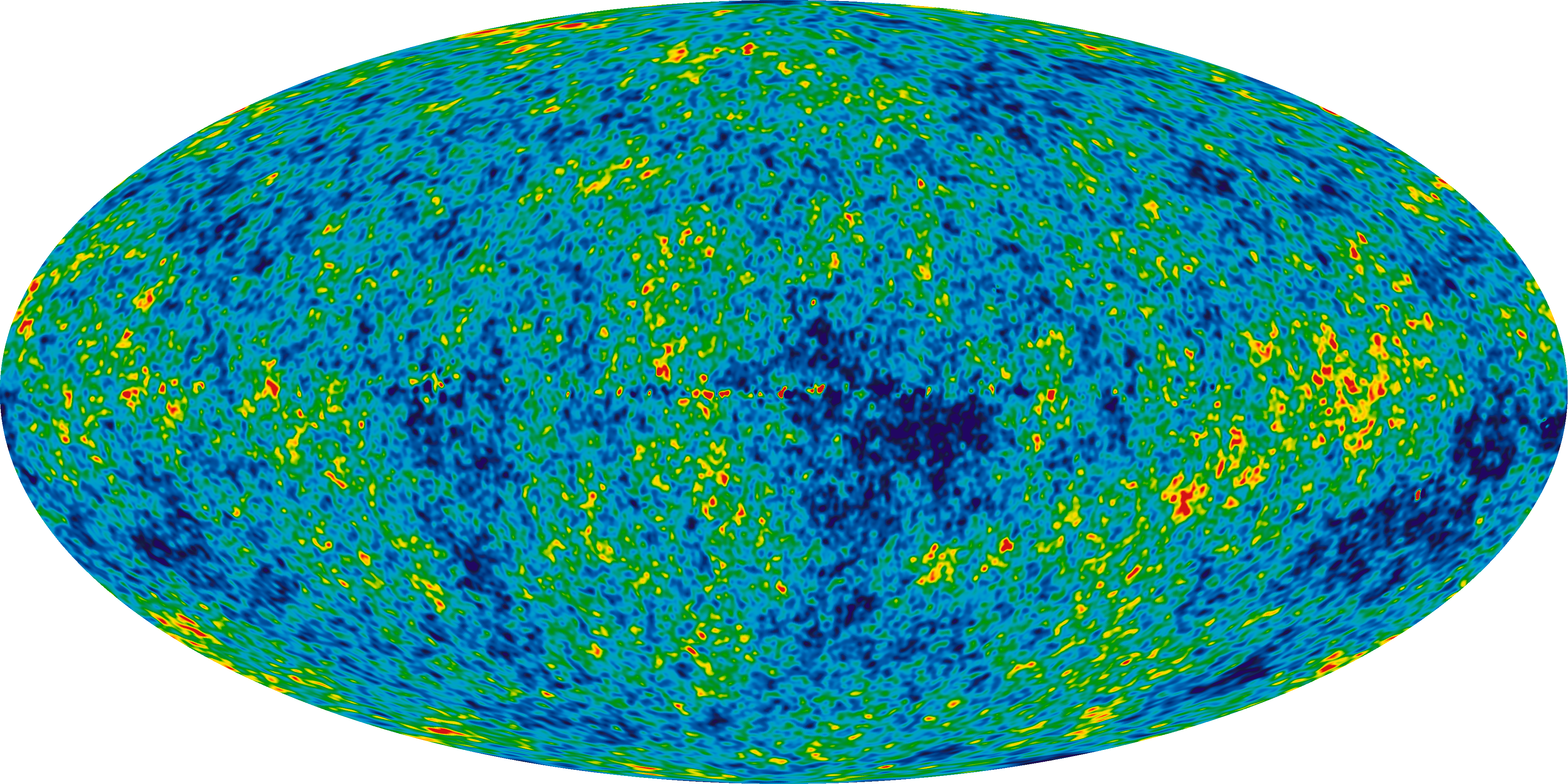
De verdeling van de temperatuur van de kosmische achtergrondstraling over de hemel in mollweideprojectie 379.000 jaar na de oerknal, gemaakt door het WMAP-team van de NASA. De kleuren geven afwijkingen aan van de gemiddelde temperatuur (2,7260±0,0013 kelvin) tot 0,0002 K.

Aan de hand van de temperatuur van de kosmische achtergrondstraling gemeten door de "Cosmic Background Explorer" (COBE) kon worden berekend hoe oud het heelal is. Het moment van de bigbang werd uiteindelijk bepaald op 15,556 miljard jaar geleden, met een foutmarge van (slechts) 24 miljoen jaar. Recenter onderzoek met de Wilkinson Microwave Anisotropy Probe (WMAP) gaf echter een ouderdom van 13,7 miljard jaar met een onzekerheid van 1% (circa 137 miljoen jaar). Metingen van ESA met Planck Observatory, bekendgemaakt in 2013, wijzen op een leeftijd van 13,8 miljard jaar.

## Het zichtbare heelal

### De grote-schaalstructuur
Om de grote-schaalstructuur van het heelal te bestuderen, wordt geprobeerd in verschillende gebieden aan de hemel, door lange opnames met meerdere telescopen tegelijk, zo zwak mogelijk lichtende sterrenstelsels te onderzoeken. Voorbeelden zijn het Hubble Extreme Deep Field en het Lockman Hole. Ook zijn er projekten om de roodverschuiving, en dus de afstand, van zo veel mogelijk sterrenstelsels te bepalen, bijvoorbeeld de Sloan Digital Sky Survey.
Volgens de hedendaagse kennis is het zichtbare heelal opgebouwd uit grote groepen superclusters en clusters die, samen met slierten sterrenstelsels (filamenten), een draderig netwerk vormen waartussen zich enorme superholtes bevinden. Deze clusters op hun beurt zijn opgebouwd uit honderden tot duizenden sterrenstelsels. Zo’n cluster kan een diameter hebben van enkele tientallen- tot honderden miljoenen lichtjaren.
De topologie van deze grote-schaalstructuur van het heelal kan vergeleken worden met die van zeepsop: de materie van het heelal bevindt zich in dunne 'vlakke' gebieden, die betrekkelijk 'lege' superholtes omsluiten. Op de grenzen van de vlakken bevinden zich de filamenten, uitgerekte slierten van sterrenstelsels, en op de kruispunten van de filamenten bevinden zich de clusters. Een andere vergelijking is die met een spons, waarin ook de 'lege' gebieden met elkaar zijn verbonden. Op de grootste afstanden worden deze filamenten Large Quasar Group genoemd die grote aantallen quasars bevatten. Een van de grootste daarvan is de Huge Large Quasar Group.
| |
| Het Hubble Ultra Deep Field, een miniem stukje van de zichtbare hemel uitvergroot door de Hubble-ruimtetelescoop (NASA & ESA, 2004). Bijna ieder ellipsvormig puntje is een afzonderlijk sterrenstelsel met elk circa 100 miljard sterren. Alleen de weinige exact ronde puntjes zijn sterren van de Melkweg die op de voorgrond staan. In iedere willekeurige richting ziet men ongeveer hetzelfde beeld: een heelal gevuld met miljarden sterrenstelsels. Voor meer details kunt u op het plaatje klikken. |

### Plaats van de aarde in de kosmos
Ideeën over de plaats van de aarde in de kosmos worden niet langer door geocentrisme of heliocentrisme beheerst, zoals ten tijde van Copernicus en Galilei. De plaats van de aarde kan inmiddels redelijk goed gesitueerd worden. Van kleiner naar groter systeem, maakt de aarde deel uit van achtereenvolgens:
- Het zonnestelsel. De aarde bevindt zich dicht bij het centrum van het zonnestelsel, op ongeveer 150 miljoen kilometer, ofwel 8 lichtminuten van een gele dwerg, die bekendstaat als de zon. De aarde draait rond deze gele dwerg met een gemiddelde snelheid van 30 km/s. Een omwenteling neemt één jaar in beslag. De aarde bevindt zich op ongeveer 15 à 20 miljard kilometer ofwel 14 à 18 lichtuur van de grens van het zonnestelsel, ook genaamd de heliopauze, waar de interstellaire ruimte begint.
- De Lokale bel. Het zonnestelsel bevindt zich in de Lokale Bel, een opening in het interstellaire gas met een dichtheid van slechts 1/10 van de omgeving, veroorzaakt door miljoenen jaren oude explosies van supernova's, die gas en stof in de buurt wegbliezen. De lokale bel heeft een diameter van 600 tot 800 lichtjaar, en de zon ligt op ongeveer 90 lichtjaar van de rand ervan.
- De Melkweg. Het zonnestelsel bevindt zich op ongeveer 30.000 lichtjaren van het centrum van de Melkweg, aan de rand van een van zijn spiraalarmen, de Orion-arm. De directe buur van het zonnestelsel is de ster Proxima Centauri, op een afstand van 4,24 lichtjaar. Het zonnestelsel draait rond het centrum van de Melkweg met een snelheid van 782 460 kilometer per uur. Één omwenteling duurt 226 miljoen jaar. De Melkweg meet ongeveer 100.000 lichtjaar in doorsnee.
- De Melkweg en zijn satellietsysteem. Rond de melkweg draaien veertien dwergstelsels, met als bekendste de zogenaamde Magelhaense wolken. Andere satellietsterrenstelsels zijn genoemd naar het sterrenbeeld waarin ze aan het firmament worden waargenomen, bijvoorbeeld de Ursa Majordwerg, Fornax, Draco, Ursa Minor dwerg, Leo, Sextans en Sagittarius.
- De Lokale groep. De melkweg en zijn satellieten zijn deel van de Lokale Groep, een cluster van zo’n 30 à 40 sterrenstelsels die zich uitstrekt over een diameter van 10 miljoen lichtjaar. In de lokale groep van sterrenstelsels, binnen een straal van 5 miljoen lichtjaren, is het melkwegstelsel een van de drie grootste. Het dichtstbijzijnde, volgende grote sterrenstelsel is de Andromedanevel, op een afstand van 2,2 miljoen lichtjaren.
- De Canes Venatici (wolk). De Lokale Groep maakt deel uit van de Canes Venaticiwolk, een cluster met een diameter van 23 Mpc ofwel 75 miljoen lichtjaar.
- De Lokale of Virgosupercluster. De Canes Venaticiwolk maakt, samen met de Virgocluster en enkele andere clusters, deel uit van de Virgosupercluster (of Lokale Supercluster), die meer dan 10.000 sterrenstelsels omvat en een doorsnede heeft van 77 Mpc, ofwel 250 miljoen lichtjaar. De Lokale Groep bevindt zich aan de rand van dit supercluster en beweegt zich verder van het centrum af, hoewel de vluchtsnelheid afneemt, door de uitgeoefende zwaartekracht vanuit het centrum van de supercluster. De Virgosupercluster als geheel beweegt versneld in de richting van de Grote Aantrekker (door de zwaartekracht die deze uitoefent), een enorme, in 1986 ontdekte onzichtbare massa op ongeveer 250 miljoen lichtjaar afstand, die zich vanuit de aarde gezien in de richting van het sterrenbeeld Norma bevindt.
- De Grote Muur. De Lokale Supercluster maakt deel uit van de Grote Muur, ontdekt in 1989, een aaneenrijging van talrijke superclusters, onder andere de Coma- en Hercules-superclusters. De afmetingen zijn: 500 miljoen lichtjaar lang en 300 miljoen lichtjaar breed. Naast de Grote Muur zijn er nog andere “muren” (waaronder de Grote Muur van Sloan). De superclusters en muren vormen een draderig netwerk van filamenten, waartussen zich enorme superholtes bevinden.

## Het uiteindelijke lot van het heelal
Het uitdijen van het heelal heeft implicaties voor het uiteindelijke lot van het heelal. Het belangrijkste is hierbij de dichtheid van het heelal (de hoeveelheid materie per hoeveelheid ruimte). De meest gangbare theorieën zijn de "Big Chill, Big Rip" (open heelal), "Big Crunch" (gesloten heelal) en het vlakke heelal.
- De hypothese van de "Big Chill" neemt aan dat de dichtheid van het heelal zo laag is, dat de uitdijing oneindig zal doorgaan, waardoor alle sterrenstelsels steeds verder van elkaar geraken. Daarbij zal het heelal blijven afkoelen, totdat uiteindelijk het absolute nulpunt (0 kelvin) wordt bereikt, doordat de warmte zich over een steeds grotere ruimte zal moeten verspreiden. Zoals het er nu naar uitziet zal het heelal inderdaad op deze manier evolueren, omdat alles erop wijst dat de hoeveelheid gewone en donkere materie veel kleiner is dan de zogenaamde kritische waarde.
- De "Big Rip" is een variatie op de Big Chill, en veronderstelt dat de uitdijingssnelheid van het heelal steeds zal toenemen, waardoor niet alleen sterrenstelsels, maar uiteindelijk ook sterren, moleculen en atomen uit elkaar zullen worden getrokken. Op die manier zal alle bestaande materie zich dusdanig verspreiden dat er niets meer van enige omvang zal bestaan.
- De "Big Crunch" neemt aan dat de dichtheid van het heelal hoog genoeg is om de uitdijing uiteindelijk, door de gezamenlijke zwaartekracht van alle materie, te doen stoppen en dat het heelal daarna ineen zal krimpen. Het uiteindelijke lot zal dan de totale ineenstorting van het heelal zijn.
- Het vlakke heelal. Hierbij is de uitdijende kracht even groot als de zwaartekracht en zet het heelal net vlug genoeg uit om samentrekking te voorkomen. De uitdijing van het heelal zal dan steeds verder vertragen, waarbij deze naar nul nadert in de oneindig verre toekomst. De grafiek van deze vertragende uitdijing, weergegeven als functie van de tijd, geeft een horizontale asymptoot.

Maar er is een hypothese onder astronomen dat de dichtheid van het zichtbare heelal ook nog zou kunnen worden beïnvloed door externe factoren. Het voor de mens waarneembare heelal zou bijvoorbeeld kunnen zijn ingebed in een nog groter gebied, met een hogere dichtheid, waar het uiteindelijk mee in botsing zal komen. Deze hypothese van een multiversum, 'een wereld van meerdere heelallen', wint steeds meer aanhang onder sterrenkundigen.